# Waldemar Jungner
Ernst Waldemar Jungner (Comtat de Västra Götaland, Suècia 1869 - 1924) va ser un inventor suec que entre altres coses inventà la bateria de níquel ferro.
Waldemar nasqué en un any de males collites que provocaren la fam a Suècia aquest fet afectà permanentment la seva salut. El 1889 entrà a estudiar química, matemàtica, astronomia, botànica, geologia i llatí a la Universitat d'Uppsala. Continuà els seus estudis al Reial Institut de Tecnologia d'Estocolm.
El seu primer invent va ser una alarma pel foc basada en la diferent expansió dels metalls quan s'exposen a la calor. També inventà una perforadora de roques.

## Bateria de Jungner
L'única bateria (acumulador d'energia) que existia en els temps de Waldemar era la bateria de plom i àcid. L'objectiu de la seva bateria era que pogués treballar sota condicions extremes. El seu primer model era de plata-cadmi i es va provar en un vehicle elèctric, que va poder recórrer 150 km, a Estocolm l'any 1900. Waldemar trobava que la plata i el cadmi eren massa cars i els va substituir pel níquel i ferro. Va patentar el seu invent l'any 1899 i el 1900 fundà la companyia Ackumulator Aktiebolaget Jungner.
Dos anys després de Waldemar Jungner, Thomas Edison patentà una bateria de níquel ferro i entrà en una llarga disputa legal per la patent amb Ackumulator Aktiebolaget Jungner. Finalment Waldemar alliberà la seva patent de la bateria a altres fabricants i es dedicà a altres projectes com els de produir simultàniament ciment i òxid de potassi. Canvià el nom de la seva companyia pel de Svenska Ackumulator Aktiebolaget Jungner. Actualment es diu Saft AB i fabrica bateries de níquel cadmi.
En la missió de rescat d'Umberto Nobile i els seus companys en l'expedició de 1928 al Pol Nord, es van llençar des d'un avió diverses bateries per tal que l'expedició pogués fer funcionar una ràdio. L'acumulador de níquel ferro de Waldemar Jungner va ser l'únic que va funcionar.
Waldemar Jungner va ser elegit membre de la Reial Acadèmia Sueca de Ciències el 1922 i posteriorment va rebre la Medalla Oscar Carlson de l'Acadèmia Sueca de Química.